# Râul Mohawk
Râul Mohawk sau Mohawk River este unul dintre principalele căi de transport pe apă în regiunea centrală a statului New York. Râul parcurge ca. 230 km de la Oneida County spre sud-est până la Albany unde Mohawk se varsă în Hudson River, după ce a traversat localitățile Schenectady, Amsterdam, Utica și Rome. Râul are pe traseul său o serie de canale de legătură ca de exemplu „New York State Barge Canal” prin care leagă Hudson River de Canalul Erie, portul New York și Marile Lacuri. Râul a fost timp îndelungat un mijloc important de transport în timpul colonizării Americii de Nord spre vestul SUA. Râul traversând munții Appalachian Mountains. Pe cursul lui au avut loc bătălii importante între trupele franceze și amerindieni, sau în timpul Războiului de independență al Statelor Unite ale Americii. 